# Катагенеза
Катагенезата (на гръцки: κατα- – представка, означаваща движение надолу и γένεσις – развитие) е етап от литогенезата, представляващ съвкупност от процеси на дълбоки химични и физикохимични трансформации на седиментните скали в периода след възникването им от утайки в резултат на диагенезата, до началото на метаморфизма им. Терминът е предложен през 1922 г. от руския академик Александър Ферсман.

## Значение на термина
В западната литература понятието „катагенеза“ често се заменя с „късна диагенеза“ или с „епигенеза“. Терминът се тълкува двусмислено от различните учени. Някои го приемат като етап между диагенезата и метагенезата, която метагенеза понякога се разбира като метаморфизъм. Според академик Николай Страхов катагенезата следва след диагенезата, но предшества протометаморфизма, който обединява с катагенезата в по-широкия стадий метагенеза.

## Протичане на катагенезата
Катагенезата протича при повишени температура и налягане, в сравнение с тези на земната повърхност, но не много високи. Те възникват дълбоко в земните недра след процесите на диагенеза.
Факторите, които влияят върху скоростта на катагенезата са многобройни – дълбочина на залягане, скорост на потъване на материалите, температура на пластовете, възраст на скалите, състав и структура на отделните компоненти, взаимодействието между тях и т.н. Условията, при които протича катагенезата, са: температура от 30 – 50 до 200 °С, литостатично налягане от 10 – 20 до 150 – 200 МРа и повече. Дълбочината на зоната на действието ѝ може да варира от 100 – 200 м до 8 – 10 км, а понякога дори и до 20 км, както е при Каспийската депресия. Като време това е най-дългият от всички етапи на литогенезата – от десетки милиони до 2,5 милиарда години, каквито са например залежите около град Калгурли в Западна Австралия.
Условията, при които се извършва катагенезата, и съответното преминаване към физикохимични процеси се изменят много бавно, но окончателните промени в скалите са значителни. Текстурата и редица други първични, все още присъщи на утайките характеристики, не изчезват. Минералното веществото бавно се променя структурно и към края аморфната структура напълно изчезва.
Нестабилни в новите термобарични условия, кристалните структури постепенно се стабилизират. Силикатите поетапно се заместват с филосиликати (слоести силикати), в алкална среда фелдшпатът се превръща в хидромусковит или парагонит и след това в монтморилонит или други смектити (глинести минерали със слоеста структура), а в кисела – в каолинит. Мусковитът в алкална среда преминава в диоктаедричен хидромусковит, а в кисела – в каолинит. В алкална среда биотитът се превръща в хидробиотит, вермикулит, глауконит или монтморилонит, а в кисела среда – в хлорит и каолинит. Хлоритите се развиват в пироксени и амфиболи. Вулканичното стъкло се превръща в смектити, хлорити, зеолити. Поради прекристализацията размерът на кристалите в много от скалите се увеличава. Органичната материя в тях претърпява най-сериозни промени, в резултат на което се образуват всички видове кафяви каменни въглища и частично антрацит, както и природен газ и нефт.

## Етапи на развитие
Всеки от факторите, влияещи върху протичането на катагенезата може да служи като показател за създаване на скáла на катагенетичните промени. Но, като определящи фактори, са избрани температурата и налягането, които зависят от дълбочината до която е потънал даден пласт.
Прецизирането на температурата се извършва за всеки конкретен район поотделно, тъй като геотемпературният градиент и пластовата температура са в пряка зависимост от топлопроводимостта на различните скали, от тектонското развитие на басейна, от динамиката на подземните води, от геохимичната обстановка и т.н. Налягането действа непрекъснато и едновременно с температурата. Неговата роля е много по-голяма за минералната част на седиментите – за тяхната плътност, порьозност и други физични свойства, отколкото за преобразуването на органичната част в тях. Все пак повишаването на налягането води до забавяне процесите на преобразуване на органичните вещества в скалите.
Степента на катагенетично превръщане обикновено се определя чрез два метода – оптичен и геохимичен. От оптичните методи, най-широко е разпространена скáлата, в която се измерва отражателната способност на витринита Ro (%). Тя отразява степента на катагенеза в най-широк температурен диапазон – от 30 °С до 250 – 300 °С.

## Етапи според минерализацията
Според степента на минерализация на материалите катагенезата протиче в два етапа – ранен (начален) и късен (дълбок).
В началния етап (приблизително от ПК1 до MK1-2), под натоварването на утаечните скални слоеве в дълбочина до 5 – 10 км, преобладават физически и механични процеси. Скалите се уплътняват, като общата порьозност намалява от около 40 на 15% и част от водата се извлича. Протичат разнообразни химични и минералогични процеси – хидролиза на силикатите и органичните вещества, разтварят се кварцът и силикатите. Става синтез и преобразуване на минерали, образуват се конкреции, пясъчниците и варовиците се циментират. Глините се уплътняват при запазване на пластичността си. Започва образуването на въглища и изкопаеми горива, генериране на нефт и газ.
В късния етап уплътняването на скалите продължава, докато порите почти напълно изчезнат. Текстурите на скалите са запазени и структурите забележимо се променят, засилва се образуването на минерали и циментирането на скалите. Глините се преобразуват в аргилит, но все още с детритна структура, което означава отсъствие на прекристализация. Въпреки това, глиненият цимент на пясъчниците вече е прекристализиран. Варовиците се превръщат в мрамори, опалите – в халцедон, изкопаемите въглища продължават трансформацията си в по-висококачествени. Освен горими материали, се образуват определени руди от желязо, магнезий и полиметали, както и някои декоративни скали.

## Стадии в зависимост от промените в органичните вещества
По-детайлно разделяне на процесите се извършва в зависимост от промените в органичните вещества – преминаването на торфа в лигнитни, след това в черни въглища и накрая в антрацит. По този показател руската скáла включва три големи етапа, разделени общо на 12 подстадия. Трите големи етапа са протокатагенеза (ПК), мезокатагенеза (МК) и апокатагенеза (АК). Подстадиите се маркират с цифра, добавена към основния стадий, например ПК1 (протокатагенеза, първи подстадий), МК3 (мезокатагенеза, трети подстадий) и т.н.

### Протокатагенеза (ПК)
Този стадий има 3 подстадия – ПК1, ПК2 и ПК3. Някои западни учени приемат за начална граница на катагенезата Ro =0,5 или температура 50 °С. Това е стадият на образуване на кафяви въглища. Пластовете от органична материя потъват до дълбочина 1,5 км при бавно повишаване на температурата и налягането. Процесите отнемат от няколко милиона до десетки милиони години и протичат при сравнително ниски температури и налягане – от 30 до 80 – 90 °С и до 15 – 30 МРа. За долна граница на ПК е приета отражателна способност на витринита 0,5%.
В ранните етапи органичното вещество се характеризира с намаляване количеството на кислорода и съответно нарастване това на въглерода. Намаляването на кислорода се дължи на практически пълното отсъствие на карбоксилни групи (–СООН). Освен това се образуват и някои газове – СО2, СН4, Н2, което е особено характерно за анаеробните условия, при които се извършва катагенезата.
Процесът на по-нататъшна физикохимична трансформация на органиката се съпровожда главно от образуването на газообразни въглеводороди поради елиминирането на периферните групи от първоначалната макромолекула на органичната материя. Едновременно с това нискомолекулярните въглеродни съединениа се разделят, а молекулите на органичните вещества се окрупняват, т.е. извършва се полимеризация на основната матрица на керогена. Протича интензивно метанообразуване, завършва превръщането на хуминовите киселини в хумусни неутрални вещества и хумификацията бързо се ускорява. При подстадиите ПK2 и ПK3 свойствата на въглищата коренно се променят – те придобиват черен цвят, блясък, висока твърдост и се образува витринитова група от микрокомпоненти.

### Мезокатагенеза (МК)
Това е средният стадий на катагенезата, при който се достига до образуване на черни каменни въглища и е основната фаза на образуването на нефт. Органичните остатъци потъват до дълбочина от 3 – 4 км, а температурата се повиши до 150 °C. Образуват се битумни вещества, които съставляват по-голямата част от микронефта. Разкъсват се множество атомни връзки от най-различен тип, съединения с дълга въглеродна верига се преобразуват в такива с по-къса, а процесът е известен като крекинг. Етапът се разделя на 5 подетапа – МК1 (Ro = 0,50 – 0,65), МК2 (Ro= 0,65 – 0,85), МК3 (Ro = 0,85 – 1,15), МК4 (Ro = 1,15 – 1,55), МК5 (Ro = 1,55 – 2,00).
Под въздействието на температурата и в присъствието на различни минерали, високомолекулните биоорганични съединения, които са останали непроменени при диагенезата, се разпадат на няколко фрагмента с по-елементарна структура. Всеки от тях се стреми към стабилност и присъединява водород или прегрупира атомите си. На етапите МК1 – МК3 се получава скок в нарастването на количеството на екстрахираните органични вещества и въглеводороди. Тази зона е известна като „главна зона на нефтообразуване“. При достигнати температури 60 – 180 °C се формира по-голямата част от въглеводородите от нефтената серия. Настъпва вътремолекулно пренареждане на основната матрица на керогена, в резултат на което се отделя широка гама от въглеводороди.
При следващите фази (MK4 – MK5) се генерира главно газ. Това е времето предимно на метанообразуване и втората основна зона за газообразуване. Появяват се леките въглеводороди, които изграждат бензиновата и керосиновата фракции. При всяко нарастване на температурата с 10 °C скоростта на образуване на въглеводороди се удвоява. Това е пътят, по който се образуват нискомолекулните нефтени въглеводороди.

### Апокатагенеза (АК)
Това е последният стадий на катагенезата и основната фаза на газообразуване. Въглищните пластове, образувани през този етап са антрацитни. Стадият се дели на три подетапа – АК1, АК2, АК3. При навлизане в първия етап на апокатагенезата се генерира сух газ. След излизане от етап АК3 седиментите вече напълно са реализирали своя нефтен и газов потенциал. Органичните отпадъци потъват на дълбочина над 4,5 км и температурата се повишава до 180 – 300 °С. В този случай органичната материя губи потенциала си за генериране на нефт, но продължава образуването на метан. След АК4 останалите компоненти на органичните вещества са подложени на графитизация. Към края се отделят главно киселинни газове, а петролът се разлага.